# Педро Коста
Педро Коста (Лисабон, 30. децембра 1958) португалски је филмски режисер. Најпознатији је по својој секвенци филмова смештених у Лисабону, која се фокусира на животе сиромашних становника сиротињске четврти у насељу Фонтаинас.

## Биографија
Након што је дипломирао историју на Универзитету у Лисабону, Коста је радио као асистент за Хорхеа Силву Мела, Витора Гонсалвеса и Жоаа Ботела. Свој дебитантски филм <i>О Сангуе</i> објавио је са 30 година.
Костини филмови би добијали похвале критичара током његове каријере. Добио је награду за културу Француске (Страни филм године) на Канском фестивалу 2002. за режију У Вандиној соби . Цолоссал Иоутх је изабран за филмски фестивал у Кану 2006. и освојио је награду Индепендент/Екпериментал (Удружење филмских критичара Лос Анђелеса) 2008. Horse Money је награђен Леопардом за најбољу режију 2014. године, док је његова Виталина Варела награђена Златним леопардом за најбољи филм 2019. године.

## Стил и утицаји
Сматра се да је део филмске породице Реисове школе. Антонио Реис, португалски редитељ, био му је наставник на Лисабонској школи за позориште и филм.
Његово менторство под редитељима Страуб-Хуилет- а истражено је у његовом документарном филму из 2001. „Где лежи ваш скривени осмех?“.
Стивен Вити из Screen Daily описао је Костине филмове као „осветљене као Рембрантова дела, [и] делују као неореалистички класик“. Он је познат по томе што је користио свој аскетски стил да прикаже маргинализоване људе, често натуршчике који играју себе, у очајним животним ситуацијама. Снимљени на дигиталном видеу и користећи натуршчике, Костини рани радови називају се примерима докуфикције. Иако је наставио да сарађује са не-глумцима у својим каснијим радовима, постепено ће прелазити са документарног стила ниске резолуције у оно што је критичар Армонд Вајт окарактерисао као „композиције музејског квалитета“.
Од објављивања Ососа па надаље, Костини филмови су у потпуности смештени у Фонтаинхас, сиротињску четврт на периферији Лисабона. У његовим филмовима, углавном се појављују имигранти и социјално угрожени. Један значајан пример је лик Вентуре, протагонисте два његова филма.

## Филмографија

### Дугометражни
- O Sangue (1989)
- Casa de Lava (1994)
- Ossos (1997)
- In Vanda's Room (2000)
- Colossal Youth (2006)
- Horse Money (2014)
- Vitalina Varela (2019)

### Документарни и кратки филмови
- Where Does Your Hidden Smile Lie? (2001)) (документарни филм)
- State of the World (2007) - сегмент "Тарафал" (кратки)
- Сећања (2007) - сегмент "Ловци на зечеве" (кратки)
- Change Nothing (2009) (документарни филм)

### Играња
- Кћери ватре (2016)